# Japão Brasil Network Television
Japão Brasil Network Television (JBN TV) foi um canal brasileiro dedicado a cultura japonesa programado pela M Sansei Comunicação e estreado para comemorar o centenário da imigração japonesa no Brasil. A programação da JBN TV era lusófona e dirigida à comunidade nipo-brasileira. A emissora produzia programas de reportagens, entrevistas, economia, gestão, responsabilidade social e entretenimento infantil. Esse último retransmitia animes e doramas da Wakayama TV, TV Asahi, OTV, Toei, KBS e PR-Shoji, além de ensinar brincadeiras tradicionais japonesas e o próprio idioma. Os trinta minutos iniciais (8h) e finais (23h30) de sua programação eram cedidos à Seicho-no-ie.
A JBN TV podia ser conferida no canal 142 da operadora de TV por assinatura SKY, até anunciar sua reestruturação e ter saído da TV a cabo. O canal estreou na internet em 1 de fevereiro de 2009 através de assinatura mensal e se manteve por um tempo exibindo somente produções próprias, mas veio a ser extinto em 31 de agosto do mesmo ano.

## Programas
- 100 Anos História Viva
- A Saga dos 100 Anos
- Alma Guarani
- Anime Dreams
- Castelo de Gelo (Hyoten)
- Club Kids
- Erin Ga Chosen!
- Esporte e Saúde
- Falcão de Edo
- Freezing Point
- Gosto de dinheiro, e daí?
- Jankenpon
- Japão Ontem e Hoje
- Made in Japan
- Masters
- Momento Zen
- Negócios de Beleza
- Pentatônica
- Rádio Taissô
- Saberes dos Sabores
- Sabores e Sentidos
- Saotome Typhoon
- Samurai Yabugerasa
- Seicho-no-ie
- Sorriso Caipira
- Team Astro
- Uma Chamada Perdida
- Valores da Terra
- Vida por um fio
- Viva Karaokê